# Jonas Axeldal
Jonas Axeldal (Holm, 2 settembre 1970) è un ex calciatore svedese, di ruolo attaccante.

## Statistiche

### Cronologia presenze e reti in nazionale
| Cronologia completa delle presenze e delle reti in nazionale ― Svezia olimpica | Cronologia completa delle presenze e delle reti in nazionale ― Svezia olimpica | Cronologia completa delle presenze e delle reti in nazionale ― Svezia olimpica | Cronologia completa delle presenze e delle reti in nazionale ― Svezia olimpica | Cronologia completa delle presenze e delle reti in nazionale ― Svezia olimpica | Cronologia completa delle presenze e delle reti in nazionale ― Svezia olimpica | Cronologia completa delle presenze e delle reti in nazionale ― Svezia olimpica | Cronologia completa delle presenze e delle reti in nazionale ― Svezia olimpica |
| Data                                                                           | Città                                                                          | In casa                                                                        | Risultato                                                                      | Ospiti                                                                         | Competizione                                                                   | Reti                                                                           | Note                                                                           |
| ------------------------------------------------------------------------------ | ------------------------------------------------------------------------------ | ------------------------------------------------------------------------------ | ------------------------------------------------------------------------------ | ------------------------------------------------------------------------------ | ------------------------------------------------------------------------------ | ------------------------------------------------------------------------------ | ------------------------------------------------------------------------------ |
| 28-7-1992                                                                      | Sabadell                                                                       | Svezia olimpica                                                                | 4 – 0                                                                          | Marocco olimpica                                                               | Olimpiadi 1992 - 1º turno                                                      | -                                                                              | 75’                                                                            |
| 2-8-1992                                                                       | Barcellona                                                                     | Svezia olimpica                                                                | 1 – 2                                                                          | Australia olimpica                                                             | Olimpiadi 1992 - Quarti di finale                                              | -                                                                              | 59’                                                                            |
| Totale                                                                         |                                                                                | Presenze                                                                       | 2                                                                              |                                                                                | Reti                                                                           | 0                                                                              |                                                                                |

| Cronologia completa delle presenze e delle reti in nazionale ― Svezia under 21 | Cronologia completa delle presenze e delle reti in nazionale ― Svezia under 21 | Cronologia completa delle presenze e delle reti in nazionale ― Svezia under 21 | Cronologia completa delle presenze e delle reti in nazionale ― Svezia under 21 | Cronologia completa delle presenze e delle reti in nazionale ― Svezia under 21 | Cronologia completa delle presenze e delle reti in nazionale ― Svezia under 21 | Cronologia completa delle presenze e delle reti in nazionale ― Svezia under 21 | Cronologia completa delle presenze e delle reti in nazionale ― Svezia under 21 |
| Data                                                                           | Città                                                                          | In casa                                                                        | Risultato                                                                      | Ospiti                                                                         | Competizione                                                                   | Reti                                                                           | Note                                                                           |
| ------------------------------------------------------------------------------ | ------------------------------------------------------------------------------ | ------------------------------------------------------------------------------ | ------------------------------------------------------------------------------ | ------------------------------------------------------------------------------ | ------------------------------------------------------------------------------ | ------------------------------------------------------------------------------ | ------------------------------------------------------------------------------ |
| 11-3-1992                                                                      | Utrecht                                                                        | Paesi Bassi under 21                                                           | 2 – 1                                                                          | Svezia under 21                                                                | Europeo Under-21 1992 - Quarti di finale                                       | -                                                                              | 76’                                                                            |
| 25-3-1992                                                                      | Växjö                                                                          | Svezia under 21                                                                | 1 – 0                                                                          | Paesi Bassi under 21                                                           | Europeo Under-21 1992 - Quarti di finale                                       | -                                                                              | 55’                                                                            |
| 22-4-1992                                                                      | Aberdeen                                                                       | Scozia under 21                                                                | 0 – 0                                                                          | Svezia under 21                                                                | Europeo Under-21 1992 - Semifinale                                             | -                                                                              | 74’                                                                            |
| 3-6-1992                                                                       | Växjö                                                                          | Svezia under 21                                                                | 1 – 0                                                                          | Italia under 21                                                                | Europeo Under-21 1992 - Finale                                                 | -                                                                              | 77’                                                                            |
| Totale                                                                         |                                                                                | Presenze                                                                       | 4                                                                              |                                                                                | Reti                                                                           | 0                                                                              |                                                                                |